# Pavol Švantner
Pavol Švantner (* 25. listopadu 1966) je fotbalový trenér a bývalý fotbalový brankář slovenského původu. Jeho dcerou je Česká Miss 2015 Nikol Švantnerová.

## Hráčská kariéra
V lize hrál za Vítkovice (1989-1992), Duklu Praha (1993-1994) a SK Dynamo České Budějovice (1996-2000). V lize nastoupil ke 111 utkáním. Ve slovenské lize hrál za 1. FC Košice.

## Ligová bilance
| Ročník                                   | Zápasy | Góly | Klub                       |
| ---------------------------------------- | ------ | ---- | -------------------------- |
| 1. československá fotbalová liga 1989/90 | 1      | 0    | FC Vítkovice               |
| 1. československá fotbalová liga 1990/91 | 13     | 0    | FC Vítkovice               |
| 1. československá fotbalová liga 1991/92 | 13     | 0    | FC Vítkovice               |
| 1. československá fotbalová liga 1992/93 | 8      | 0    | FC Vítkovice               |
| 1. československá fotbalová liga 1992/93 | 15     | 0    | Dukla Praha                |
| 1. česká fotbalová liga 1993/94          | 13     | 0    | FK Dukla Praha             |
| Corgoň liga 1993/94                      | 5      | 0    | 1. FC Košice               |
| 1. česká fotbalová liga 1996/97          | 27     | 0    | SK Dynamo České Budějovice |
| 1. česká fotbalová liga 1997/98          | 19     | 0    | SK Dynamo České Budějovice |
| Gambrinus liga 1999/00                   | 2      | 0    | SK Dynamo České Budějovice |
| CELKEM                                   | 116    | 0    |                            |

## Trenérská kariéra
Po ukončení hráčské kariéry se stal v týmu Dynama trenérem brankářů. V létě 2008 dostal od vedení klubu nabídku na post v tréninkovém centru mládeže, přednost ale dal práci v týmu dospělých, a proto zamířil do Bohemians 1905, kde působil ve stejné roli jako v Dynamu až do roku 2012. Od září 2012 byl znovu v Dynamu trenérem brankářů a asistentem trenéra Miroslava Soukupa. Po odvolání trenéra Soukupa na konci zimní přípravy se Švantner stal v únoru 2013 hlavním trenérem. Dynamo České Budějovice po sezóně 2012/13 spadlo do Fotbalové národní ligy a Švantner se vrátil do funkce asistenta a trenéra brankářů.